# Eugonobapta
Eugonobapta là một chi bướm đêm thuộc họ Geometridae.

## Các loài
- Eugonobapta nivosaria (Guenée, 1857)